# Дюкро, Шарль
Шарль Дюкро (фр. Charles Ducros) — французский боксёр, ученик Шарля Лекура. Родился в 1824 году в Монпелье.
Дюкро стал знаменитым после того, как провёл на равных поединок с английским боксёром Томасом Криббом, у которого весьма успешно складывалась боксёрская карьера. Газетчики во время этого матча назвали бой «молодость (Дюкро) против опыта (Крибб)», оба боксёра смогли удивить публику. Дюкро и Крибб проявили учтивость в боксе, по очереди отправляя друг друга в нокдаун, а затем подбадривали друг друга.
Дюкро так же преподавал французский бокс в Париже, на улице Ботрей. У него был очень перспективный ученик Малле ростом 185 и весом 110 килограмм, который вместе с ним принял участие в ещё одном известном поединке. Дюкро и Малле был брошен вызов англичанами, потом те пожалели об этой дерзости. Силач Малле вышел на ринг с первым англичанином и быстро закончил поединок, когда с лёгкостью сбросил оппонента с помоста, на котором находился ринг. Потом должен был пройти следующий поединок второго англичанина с Дюкро, но он так и не состоялся. Англичанин в последний момент понял, что противник ему не по зубам и отказался от боя.
Умер Дюкро в 1880 году.